# Belarusiska Statsuniversitetet för Informatik och Radioelektronik
Belarusiska Statsuniversitetet för Informatik och Radioelektronik, även känt som BSUIR (belarusiska: Беларускі дзяржаўны ўніверсітэт інфарматыкі і радыёэлектронікі, ryska: Белорусский государственный университет информатики и радиоэлектроники), är ett statligt universitet i Belarus huvudstad Minsk.
BSUIR grundades den 15 mars 1964 och har främst utbildningar inom datavetenskap, radioelektronik och telekommunikation.
Över 50 000 ingenjörer och 1 000 doktorander har utbildat sig vid BSUIR.
Den 30 september 2020 hölls massdemonstrationer utanför BSUIR för att visa solidaritet med studenter som arresterats i samband med protesterna i Belarus 2020–2021.

## Fakulteter
- Fakulteten för datorsystem och nätverk
- Fakulteten för informationsteknologi och kontrollsystem
- Fakulteten för telekommunikation
- Fakulteten för datorstödd design
- Fakulteten för radioteknik och elektronik
- Fakulteten för ingenjörsvetenskap och ekonomi
- Fakulteten för folkbildning och distansundervisning
- Fakulteten för universitetsförberedelser och yrkesvägledning
- Fakulteten för extramural utbildning
- Militär fakultet